# Istvánvölgy
Istvánvölgy (szerbül Хајдучица / Hajdučica, németül Heideschütz) falu Szerbiában, a Vajdaságban, a Dél-bánsági körzetben. Közigazgatásilag Zichyfalva községhez tartozik.
A II. világháború végéig relatív német többségű település volt, jelentős szlovák, magyar, szerb és román kisebbséggel. A németeket ekkor deportálták és szerbeket és macedónokat telepítettek a helyükbe, a románok mára szinte tisztára elfogytak a faluból.

## Népesség

### Demográfiai változások
| 1948 | 1953 | 1961 | 1971 | 1981 | 1991 | 2002 | 2011 |
| ---- | ---- | ---- | ---- | ---- | ---- | ---- | ---- |
| 1772 | 1849 | 1880 | 1834 | 1519 | 1456 | 1375 | 1150 |

## Híres szülöttei
- Palov József (1920–1998) a szarvasi Tessedik Sámuel Múzeum alapítója, igazgatója